# 마모이아다
마모이아다(Mamoiada, 사르데냐어: Mamujada)는 이탈리아의 사르데냐 주 누오로도에 있는 코무네이다. 칼리아리에서 북쪽으로 약 110 km (68 mi), 누오로에서 남서쪽으로 약 12 km (7 mi) 떨어진 곳에 위치한다. 2004년 12월 31일 기준으로 인구는 2,582명이고 면적은 49.0 제곱킬로미터 (18.9 mi2)이다.
이 마을은 마무토네스와 이소하도레스가 착용하는 독특한 가면을 포함한 전통적인 카니발 의상으로 유명하다. 지역 박물관에는 사르데냐와 유럽의 다른 지역에서 온 가면들도 소장되어 있다.
마모이아다는 다음 지방 자치체와 접해 있다: 폰니, 가보이, 누오로, 올롤라이, 오라니, 오르고솔로, 사룰레.

## 인구 변화
| 연도 | 인구  | ±%     |
| ---- | ----- | ------ |
| 1861 | 1,927 | —      |
| 1871 | 2,039 | +5.8%  |
| 1881 | 2,060 | +1.0%  |
| 1901 | 2,332 | +13.2% |
| 1911 | 2,632 | +12.9% |
| 1921 | 2,549 | −3.2%  |
| 1931 | 2,724 | +6.9%  |

| 연도 | 인구  | ±%     |
| ---- | ----- | ------ |
| 1936 | 2,834 | +4.0%  |
| 1951 | 3,098 | +9.3%  |
| 1961 | 3,233 | +4.4%  |
| 1971 | 2,795 | −13.5% |
| 1981 | 2,713 | −2.9%  |
| 1991 | 2,633 | −2.9%  |
| 2001 | 2,580 | −2.0%  |